# Le Charivari

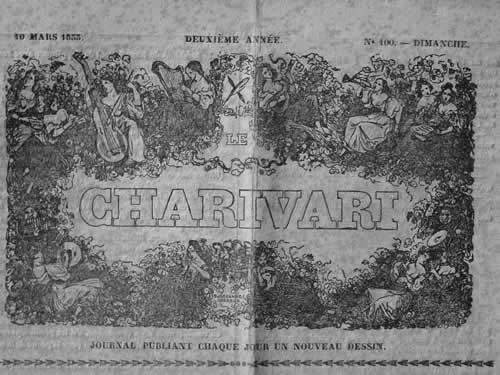
Impressie van Le Charivari in 1833, tijdens het tweede jaar van publicatie

 Le Charivari was een geïllustreerde krant gepubliceerd in Parijs, Frankrijk van 1832 tot 1937. Zij publiceerde karikaturen, politieke cartoons en recensies. Na 1835, toen de regering politieke karikaturen verbood, begon de krant met het publiceren van satires over het dagelijks leven.
De krant werd begonnen door karikaturist Charles Philipon en diens zwager Gabriel Aubert. Beiden hadden ook artikelen geschreven voor La Caricature, een satirische, anti-monarchistsche en geïllustreerde krant met veel pagina's en gedrukt op duur papier. Ze begonnen  Le Charivari om het financiële risico van boetes te verminderen. Deze krant had over het algemeen een humoristische inhoud, met minder politieke lading. De krant veranderde vaak van eigenaar door problemen met censuur door de overheid, de belastingen en opgelegde boetes.
Le Charivari verscheen van 1832 tot en met 1936 dagelijks, en daarna wekelijks tot 1937.
In 1841 werd de krant door de Engelse graveur, Ebenezer Landells, samen met Henry Mayhew, gebruikt als voorbeeld voor hun eigen magazine Punch,  ondertiteld The London Charivari.